# هواپیمایی کارون
شرکت هواپیمایی کارون (به انگلیسی: Karun Airline) که در گذشته با نام شرکت هواپیمایی نفت ایران شناخته می‌شد شرکت هواپیمایی چارتری ایرانی است، که دفتر مرکزی آن در شهر اهواز قرار دارد. این شرکت هواپیمایی به صورت باربری و مسافربری فعالیت می‌کند.

## تاریخچه
هواپیمایی نفت به عنوان قدیمی‌ترین شرکت هواپیمایی غیرنظامی ایران، حدود ۸۵ سال پیش با نام خدمات هوایی نفت پا به عرصه فعالیت گذاشت و از سال ۱۳۷۲ تا سال ۱۳۸۸ با نام شرکت حمل‌ونقل هوایی ایران به فعالیت خود ادامه می‌داد، اما از آذر ماه سال ۱۳۸۸ به شرکت هواپیمایی نفت، تغییر نام داد. مالک اصلی این هواپیمایی شرکت سرمایه‌گذاری صندوق بازنشستگی صنعت نفت می‌باشد. این هواپیمایی در حدود ۵۲۰ کارمند دارد. در تابستان سال ۱۳۹۶ نام این شرکت از هواپیمایی نفت به کارون تغییر پیدا کرد تا کار واگذاری و فروش این شرکت توسط شرکت سرمایه‌گذاری صندوق بازنشستگی صنعت نفت (اوپیک) انجام شود.

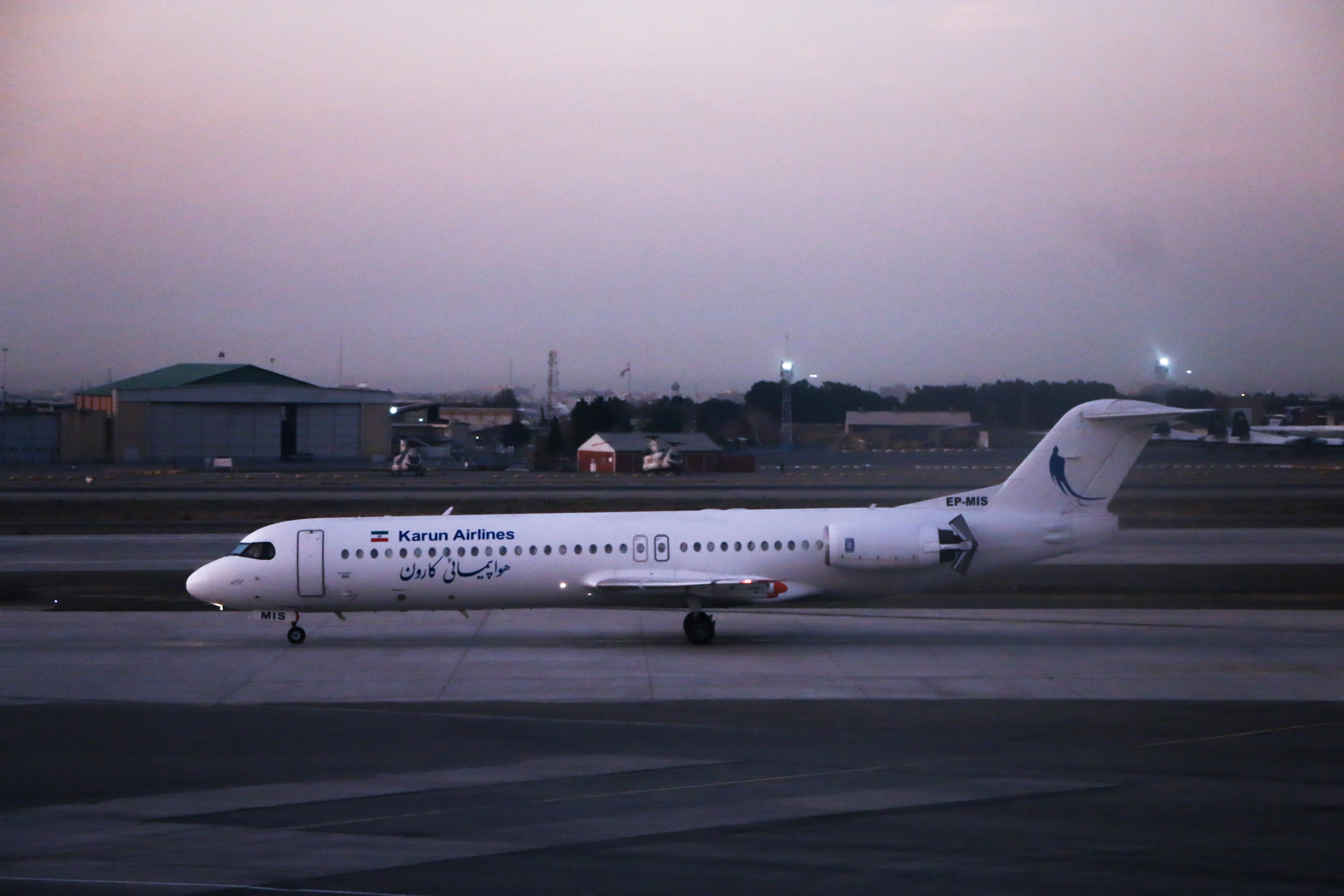
یک فروند فوکر ۱۰۰ متعلق به شرکت هواپیمایی کارون در فرودگاه مهرآباد تهران

یک فروند فوکر ۵۰ متعلق به شرکت هواپیمایی کارون در فرودگاه بین‌المللی اهواز

## مقصدهای پروازی
| شهر         | کشور  | یاتا | ایکائو | فرودگاه                               |
| ----------- | ----- | ---- | ------ | ------------------------------------- |
| اهواز       | ایران | AWZ  | OIAW   | فرودگاه اهواز [قطب]                   |
| آبادان      | ایران | ABD  | OIAA   | فرودگاه آبادان                        |
| جزیره سیری  | ایران | SXI  | OIBS   | فرودگاه جزیره سیری                    |
| اصفهان      | ایران | IFN  | OIFM   | فرودگاه بین‌المللی شهید بهشتی اصفهان   |
| لامرد       | ایران | LFM  | OISR   | فرودگاه لامرد                         |
| جزیره کیش   | ایران | KIH  | OIBK   | فرودگاه بین‌المللی کیش                 |
| مشهد        | ایران | MHD  | OIMM   | فرودگاه بین‌المللی شهید هاشمی‌نژاد مشهد |
| آغاجاری     | ایران | AKW  | OIAG   | فرودگاه آغاجاری                       |
| شیراز       | ایران | SYZ  | OISS   | فرودگاه بین‌المللی شهید دستغیب شیراز   |
| کرمانشاه    | ایران | KSH  | OICC   | فرودگاه کرمانشاه                      |
| تهران       | ایران | THR  | OIII   | فرودگاه بین‌المللی مهرآباد [قطب]       |
| یزد         | ایران | AZD  | OIYY   | فرودگاه شهید صدوقی یزد                |
| بندر ماهشهر | ایران | MRX  | OIAM   | فرودگاه ماهشهر                        |
| تبریز       | ایران | TBZ  | OITT   | فرودگاه بین‌المللی شهید مدنی تبریز     |
| خارک        | ایران | KHK  | OIBQ   | فرودگاه خارک                          |
| ساری        | ایران | SRY  | OINZ   | فرودگاه ساری                          |
| اردبیل      | ایران | ADU  | OITL   | فرودگاه اردبیل                        |
| بندر عسلویه | ایران | PGU  | OIBP   | فرودگاه خلیج فارس                     |
| لاوان       | ایران | LVP  | OIBV   | فرودگاه لاوان                         |
| رشت         | ایران | RAS  | OIGG   | فرودگاه رشت                           |

## ناوگان

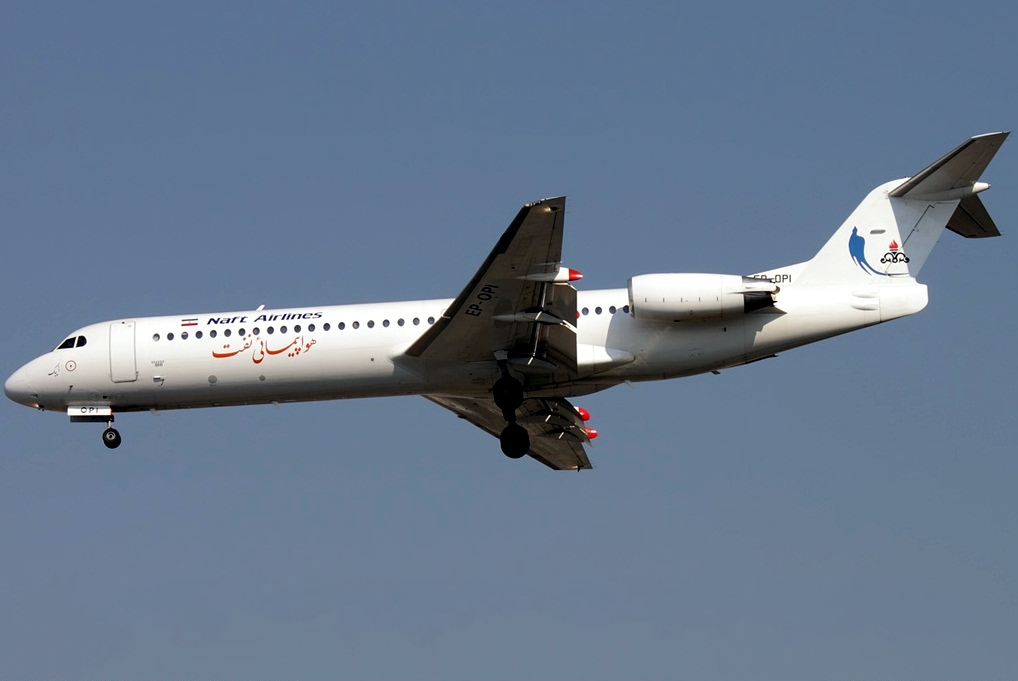
یک فروند فوکر ۱۰۰ هواپیمایی کارون با نام سابق «نفت ایر»

ناوگان هواپیمایی کارون بشرح ذیل است:
میانگین عمر ناوگان هواپیمایی کارون ۲۹ 
سال است.

## حوادث
- در ۴ اسفند ۱۳۹۲، در پرواز مسیر بندرعباس - اهواز پس از بروز نقص فنی در موتور سمت چپ و خاموش شدن آن، خلبان مجبور به فرود اضطراری در فرودگاه بندرعباس شد.[۳]
- در ۲۰ آذر ۱۳۹۳، پرواز اهواز-تهران این شرکت به دلیل مشکل فنی در قسمت چرخ‌ها با ۴۵ دقیقه تأخیر و پس از ۴ بار چرخش بر فراز فرودگاه مهرآباد در نهایت به زمین نشست.[۴]
- در ۲۶ فروردین ۱۳۹۴، پرواز ماهشهر - تهران این شرکت به دلیل نقص فنی مجبور به فرود اضطراری در فرودگاه اهواز شد.[۵]
- در ۲۹ آذر ۱۳۹۵، پرواز فوکر ۵۰ این شرکت در مسیر اردبیل-تهران دقایقی بعد از خروج از فرودگاه اردبیل به دلیل نقص فنی و از دست دادن موتور ۱ خود به صورت اضطراری در فرودگاه اردبیل به زمین نشست. در این حادثه هیچ آسیبی به سرنشینان این هواپیما وارد نشد.[۶]